# Поседарје
Поседарје је насељено место и седиште општине у Задарској жупанији, Република Хрватска.

## Историја
До територијалне реорганизације у Хрватској налазило се у саставу бивше велике општине Задар.

## Становништво
На попису становништва 2011. године, општина Поседарје је имала 3.607 становника, од чега у самом Поседарју 1.358.

## Попис 1991.
На попису становништва 1991. године, насељено место Поседарје је имало 1.355 становника, следећег националног састава:
| Попис 1991.‍   | Попис 1991.‍  | Попис 1991.‍ | Попис 1991.‍ | Попис 1991.‍ |
| ------------- | ------------ | ----------- | ----------- | ----------- |
|               |              |             |             |             |
| Хрвати        | Хрвати       |             | 1.305       | 96,30%      |
| Албанци       | Албанци      |             | 7           | 0,51%       |
| Југословени   | Југословени  |             | 6           | 0,44%       |
| Срби          | Срби         |             | 6           | 0,44%       |
| Муслимани     | Муслимани    |             | 3           | 0,22%       |
| неопредељени  | неопредељени |             | 4           | 0,29%       |
| непознато     | непознато    |             | 24          | 1,77%       |
| укупно: 1.355 |              |             |             |             |